# Adelheid af Hohenlohe-Langenburg
Prinsesse Adelheid Viktoria Amalie Luise Maria Konstanze til Hohenlohe-Langenburg (20. juli 1835, Langenburg – 25. januar 1900, Dresden) var en tysk prinsesse af Hohenlohe-Langenburg, der var hertuginde af Slesvig-Holsten-Sønderborg-Augustenborg. Hun var datter af fyrst Ernst 1. af Hohenlohe-Langenburg og dronning Victoria af Storbritanniens halvsøster, prinsesse Feodora af Leiningen. Hun blev gift den 11. september 1856 med hertug Frederik Christian August af Slesvig-Holsten-Sønderborg-Augustenborg (1829-1880). 

## Børn
- Frederik (1857-1858)
- Augusta Viktoria (1858-1921), kejserinde af Tyskland
- Caroline Mathilde (1860-1932), hertuginde af Glücksborg
- Gerhard (1862-1862)
- Ernst Günther 2. (1863-1921), gift med Dorothea af Sachsen-Coburg og Gotha
- Louise Sophie (1866-1952), gift med prins Frederik Leopold af Preussen
- Feodora Adelheid (1874-1910)